# John Fenning
John Reginald Keith Fenning, född 23 juni 1885 i Fulham, död 3 januari 1955 i Coventry, var en brittisk roddare.
Fenning blev olympisk guldmedaljör i tvåa utan styrman vid sommarspelen 1908 i London.